# Ascogaster crenulata
Ascogaster crenulata är en stekelart som beskrevs av Cameron 1898. Ascogaster crenulata ingår i släktet Ascogaster och familjen bracksteklar. Inga underarter finns listade.